# Великий визирь

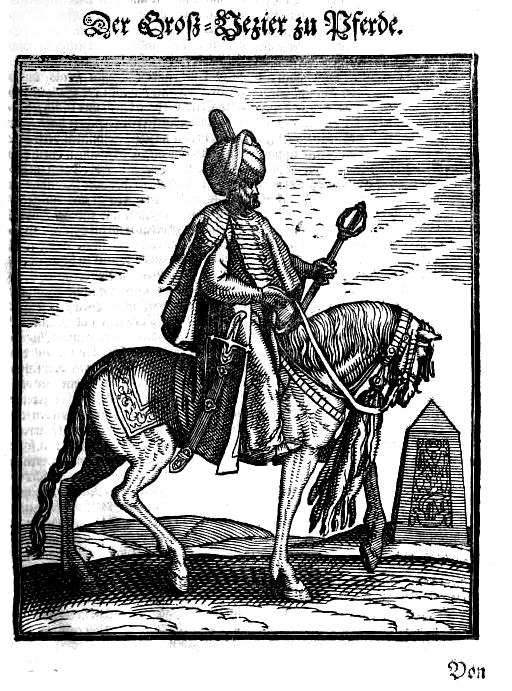
Османский великий визирь на лошади, немецкая гравюра, 1688 года.

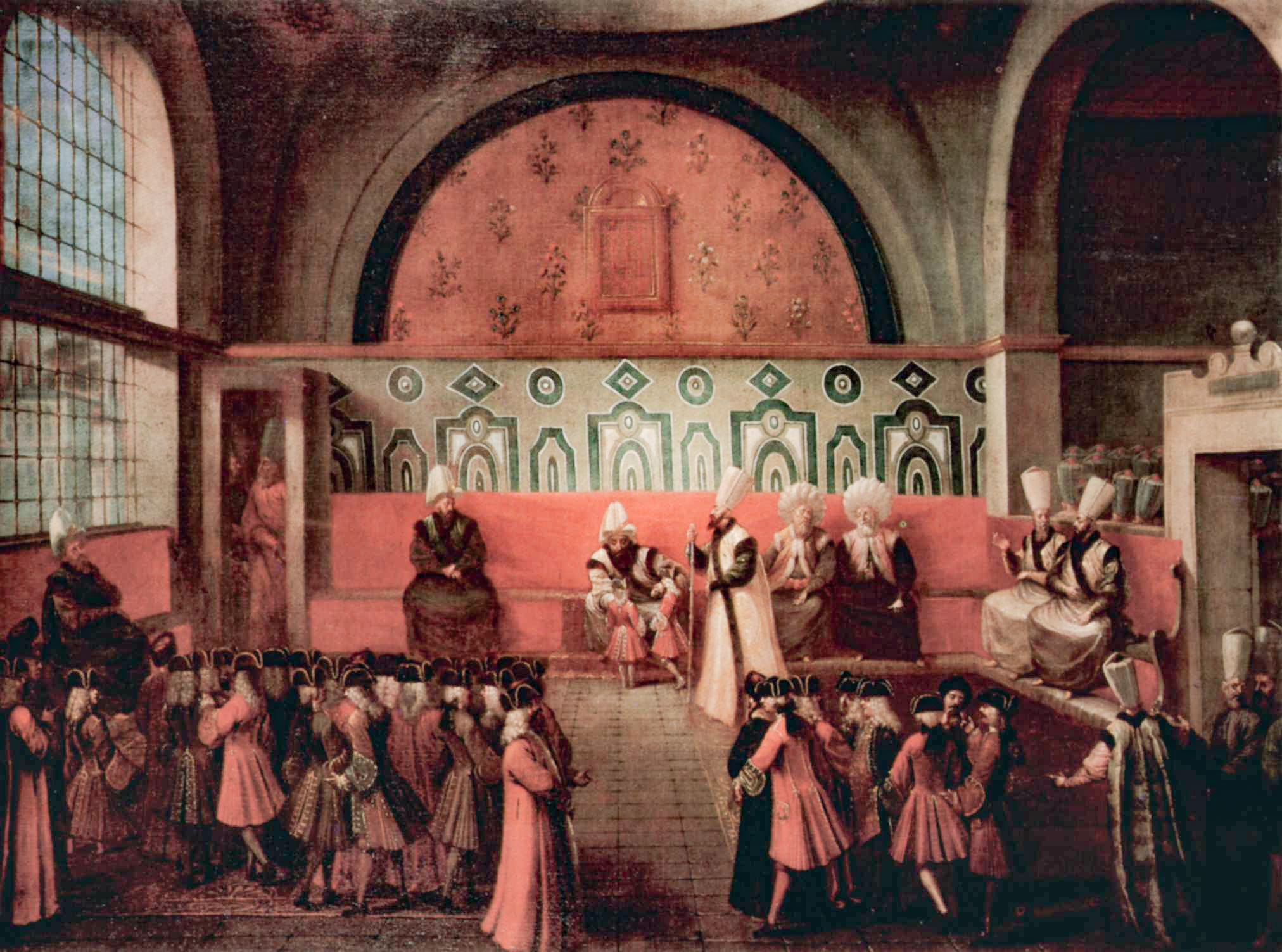
Великий визирь даёт аудиенцию в Куббеалты.

Печать Османской империи.

Вели́кий визи́рь (осман. صدر اعظم‎ / Sadr-ı Azam, وزیر اعظم‎ - Vezîr-i Azam; тур. Sadrazam) — от персидского «вазир» (وزير) — главный министр султана Османской империи, пользовавшийся его абсолютным доверием и смещаемый лишь лично султаном.
Именно у великого визиря хранилась печать империи, он мог созывать прочих визирей для решения государственных вопросов. Собрания визирей происходили во дворце Топкапы в помещении, называемом «Куббеалты» («под куполом»). Службы великого визиря размещались в Высокой Порте.
В первый период существования Османской империи использовался только термин «визирь». Первым из османских визирей, получившим титул «великий визирь», был Чандарлы Кара Халил Хайреддин Паша. Цель введения титула «великий визирь» заключалась в том, чтобы выделить хранителя султанской печати среди прочих визирей. Используемый изначально для обозначения великого визиря термин «vezir-i azam» был постепенно вытеснен термином «sadr-ı azam». В истории Османской империи для обозначения великого визиря также использовались термины «sadr-ı âlî» («высший визирь»), «vekil-i mutlak» («пользующийся абсолютным доверием»), «sâhib-i devlet» («хранитель страны»), «serdar-ı ekrem», «serdar-ı azam» и «zât-ı âsafî».
В эпоху Кёпрюлю в империи был ряд великих визирей крупного масштаба, осуществляющих контроль над империей. Отличительной чертой этой эпохи были относительная неэффективность султанов и передача части полномочий на более низкие уровни.
Начиная с эпохи Танзимата великий визирь стал играть роль, сравнимую с ролью премьер-министра в европейских странах.

## Общение с султаном
Предложения великого визиря султану, называемые запиской или резюме, передавались правителю через канцелярию. Записки были различных видов: телхис, мюстакиль телхис. Составление этих документов было обязанностью реис уль-куттаба (должностного лица, ответственного за все отделы, действующие в Диване, и за всё делопроизводство). После составления записки она переписывалась крупным насхом, простым слогом с чётко обозначенным смыслом (это делалось для того, чтобы не утомлять султана) и отсылалась во дворец. Ознакомившись с документом, правитель записывал сверху резолюции краткое послание, вроде «ознакомился», «пусть быть отдано», «отдал», «закупай», «не время», «счастья тебе», «невозможно», и записка возвращалась великому визирю, который отдавал распоряжение об исполнении воли султана. Все пожелания, письма и тому подобные документы от великого визиря передавались правителю в виде таких телхисов.

## Должностные назначения
Великих визирей больше всего занимал вопрос о должностных назначениях в масштабе государства (в Османской империи должности предоставлялись на определённый срок). Если по истечении срока на должность назначался новый исполнитель, это называлось тевджих (пожалование); если полномочия продлевались, это называлось ибка (продление) либо мукаррер (подтверждение). Как правило, назначения осуществлялись в начале месяца шавваль, то есть после праздника рамазана, и производились одновременно по четырём спискам: 1) визири, бейлербеи, беи санджаков; 2) прочие государственные деятели; 3) командиры воинских корпусов; 4) секретари (ходжалар) Дивана. По представлению великого визиря назначения производились во всех сферах, за исключением богословского сословия: предложения о распределении должностей в богословской иерархии делались шейх уль-исламом и принимались после обращения великого визиря к султану. Когда приближался месяц шавваль, великий визирь отдавал распоряжение составить два перечня (один по новым назначениям, другой — по продлению полномочий), и направлял соответствующую записку правителю, который по собственному усмотрению вносил изменения в перечни. После этого великий визирь подавал на утверждение султану исправленный список. Вновь назначенным и тем, чьи полномочия продлевались, направлялись извещения от великого визиря (руус); кроме того, имена этих людей вносились в особый реестр. После вручения руус для тех, кто приступал к исполнению своих обязанностей в Стамбуле, также существовал обычай надевания пожалованного султаном халата.

## Инспекции
Среди обязанностей великого визиря важное значение придавалось инспекциям. Это называлось «выходить на инспекцию» либо «совершать инспекцию»: великий визирь, сопровождаемый большой свитой во главе со стамбульским кадием, обходил торговые ряды и рынки, контролировал работу ремесленников и цены, что считалось очень важным в Османской империи. Проверки производились по определённым маршрутам. Провинившемуся ремесленному и торговому люду немедленно назначались наказания в зависимости от степени нарушения; ремесленники очень боялись этих внезапных санкций.
Другой важной обязанностью великого визиря была ревизия судоверфи. Успех данного предприятия зависел от отношений между великим визирем и капудан-пашой: если эти отношения были нормальными, то проверка проходила спокойно, если натянутыми, то могли возникнуть проблемы.
Великий визирь также контролировал некоторые большие вакуфы и назначал туда своих людей.